# هيئة نيوجيرسي التشريعية
هيئة نيوجيرسي التشريعية (بالإنجليزية: New Jersey Legislature)‏ هي الهيئة التشريعية لنيوجيرسي، تتكون من المجلس الأعلى مجلس شيوخ نيوجيرسي
الذي يضم 40 مقعداً، والمجلس الأدنى جمعية نيوجيرسي العامة.